# Drexel Burnham Lambert
Drexel Burnham Lambert fue un banco de inversión de Wall Street. En los años de esplendor llegó a ser el quinto banco de inversión de Estados Unidos. A finales de los años 1980 y principios de 1990 se vio implicado en escándalos y casos de corrupción.

## Historia
Fue creado en Filadelfia (Pensilvania) en 1838 por Francis Martin Drexel con el nombre de Drexel & Company.  En 1871 Anthony J. Drexel, heredero de la saga, se unió en con John Pierpont Morgan y dio lugar a la prestigiosa Drexel, Morgan & Co.  con sede en Nueva York. En 1893 muere Tony Drexel y J.P. Morgan queda solo al frente de la misma. En 1895 la compañía pasó a llamarse J. P. Morgan & Company, pero seguía conservando sus lazos con la Drexel & Company de Filadelfia. En 1935, la legislación estadounidense obligó a separar la banca comercial de la banca de inversión, por lo que se separaron J.P. Morgan & Co y Drexel & Company. En 1965 Drexel se fusiona con Harriman, Ripley and Company y se crea Drexel Harriman Ripley. Ya en 1970 aparece Drexel Firestone con la llegada de Firestone Tire and Rubber Company. En 1973 se fusiona con Burnham & Company, fundada en 1935 por I. W. "Tubby" Burnham, y nace Drexel Burnham & Company, con sede en Nueva York y un capital de 44 millones de dólares. Tres años más tarde, en 1976 se fusiona con el Groupe Bruxelles Lambert, de origen belga, cuyo máximo inversor es Albert Frère. El nuevo banco toma el nombre de Drexel Burnham Lambert.

## Cronología reciente
- 1975: Michael Milken, empleado desde 1969 en Drexel, convence a su nuevo jefe, también exalumno de Wharton, Tubby Burnham, del alto rendimiento de unos nuevos bonos con los que ganar un 100% de retorno de la inversión (en 1976, los ingresos de Milken en lo que ahora era Drexel Burnham Lambert se estimó en $ 5 millones al año).
- 1980: Drexel Burnham Lambert apuesta por los nuevos bonos y experimenta un fuerte crecimiento.
- 1985: El financiero belga Albert Frère sale del grupo Drexel.
- 1986: Drexel, Burnham, Lambert llegó a controlar más del 65% del mercado de dicho tipo de bonos.[1]
- 1987: 19 de octubre, lunes negro. Walt Street cae un 22%.
- 1990: Drexel Burnham Lambert presentó la protección por bancarrota en medio del colapso del mercado de bonos especulativos.[2]

Tras el desplome de Drexel Burnham Lambert y el encarcelamiento de Michael Milken, el Gobierno estadounidense anuncia la desaparición de los bonos basura.
Para John Kenneth Galbraith, el origen de la crisis no solo estuvo en los reyes de los bonos basura, como Dennis Levine, Ivan Boesky o Michael Milken, que luego terminaron investigados, encarcelados o arruinados, sino que hubo denominadores comunes como “la corta memoria de una nueva generación de jóvenes en Wall Street” y “la adulación de los agentes más audaces”.

## Antiguos directivos
- Anthony J. Drexel
- Abby Joseph Cohen
- Marc Faber
- Michael Milken
- Dennis Levine
- Leon Black
- Hervé Novelli
- Marc Fiorentino
- Joseph Cassano